# Lennart Johansson i Fårekulla
Johan Lennart Johansson (i riksdagen kallad Johansson i Fårekulla), född 26 mars 1884 i Fölene församling, Älvsborgs län, död 23 maj 1974 i Remmene församling, Älvsborgs län, var en svensk lantbrukare och  riksdagspolitiker (högern).
Johansson var 1929–1932 ledamot av riksdagens andra kammare och var från 1942 ledamot av första kammaren i Älvsborgs läns valkrets.